# Ромеро, Федерико
Федери́ко Роме́ро (исп. Federico Romero Sarachaga; 11 ноября 1886, Овьедо — 30 июня 1976, Мадрид) — испанский поэт и эссеист. Известен как автор либретто для сарсуэл. С начала XX века проживал с семьей в регионе Ла-Манча, в городе Ла-Солана. Здесь же сочинил либретто к известной сарсуэле La rosa del azafrán композитора Джаквинто Гуэрреро. С 1982 года в Испании присуждается премия Федерико Ромеро (исп. Premio Federico Romero) авторам и исполнителям в жанре сарсуэла.

## Биография
Ромеро родился в 1886 году в зажиточной испанской семье. Его отец работал в Банке Испании, а его тётушка была владелицей асьенды, большого поместья в Ла-Манча. Изначально Ромеро учился на горного инженера, но после обнаружения у него проблем со здоровьем, связанных с годами, проведёнными на шахтах, Федерико Ромеро устроился в Испанскую Почтовую Службу, где проработал с 1907 по 1917 годы телеграфистом.
В эти же годы он начал свою литературную карьеру. В 1911 году он опубликовал в журнале El Telegrafista Español поэму «Nochebuena en la Central». Ромеро связывала тесная дружба со знаменитым испанским писателем Карлосом Фернандесом Шоу, а после его смерти, Ромеро сотрудничал с его сыном Гильермо Фернандесом Шоу, совместно с которым им были созданы 70 либретто. Его первое либретто было написано в 1916 году для сарсуэллы Хосе Серрано «La canción del olvido». Через год после триумфальной премьеры, Ромеро оставил работу телеграфиста и всецело посвятил себя литературной деятельности. Тем не менее он ещё некоторое время продолжал поддерживать контакт со своими бывшими коллегами и писал статьи для журналов El Telégrafo Español и El Electricista вплоть до 1930-х годов.
В 1943 году Ромеро выступал на праздновании 88-й годовщины создания Испанской Телеграфной Службы (исп. Spanish Telegraph Service) вместе с двумя другими телеграфистами, ставшими писателями, Педро Ллабрисом (исп. Pedro Llabrés) и Франциско Прада (исп. Francisco Prada).
За почти тридцать лет сотрудничества с Фернандесом Шоу, они написали большинство известных сейчас в Испании либретто и являются своего рода основными авторами-песенниками для современных испанских музыкантов. Для либретто они создавали как оригинальные тексты, так и использовали произведения знаменитых авторов: Лопе де Вега, Мануэля Мачадо и Хасинто Бенавенте. Ромеро и Фернандес также адаптировали для испанской сцены некоторые произведения Гёте, Шиллера и Ростана.
Литературное соавторство Ромеро — Фернандеса Шоу закончилось в конце 1940-х годов из-за разногласий; Ромаро продолжил литературную деятельность в одиночестве, а Франсуа Шоу начал работать со своим братом Рафаэлем.
Ромеро является одним из основателей общественной организации «Испанского общества авторов и редакторов» (исп. Sociedad General de Autores y Editores), в которой занимал пост советника. Он также стоял у истоков создания Института изучения Мадрида (исп. Instituto de Estudios Madrileños). Ромеро опубликовал несколько монографий по истории Мадрида, в том числе «Por la calle de Alcalá» (1953), «Prehistoria de la gran vía» (1966) и «Mesonero Romanos, activista del madrileñismo» (1968).
Федерико Ромеро умер в Мадриде 30 июня 1976 году в возрасте 89 лет и был похоронен на кладбище Cementerio de la Almudena. Одна из начальных школ и улица в его родном городке La Solana названы в его честь.

## Либретто
Среди наиболее известных произведений, написанных Ромеро в соавторстве с Гильермо Фернандесом Шоу, либретто к следующим сарсуэлам:
- 1916 La canción del olvido на музыку Хосе Серрано
- 1923 «Донья Франсискита» (исп. Doña Francisquita) на музыку Амедеу Вивеса
- 1923 El dictador на музыку Рафаэля Миллана Пикасо
- 1926 El caserío на музыку Хесуса Гуриди
- 1927 La villana на музыку Амедеу Вивеса
- 1928 La meiga на музыку Хесуса Гуриди
- 1930 La rosa del azafrán на музыку Джаквинто Гуэрреро
- 1932 Luisa Fernanda на музыку Федерико Морено Торроба
- 1933 La labradora на музыку Леопольдо Мадженти
- 1934 La chulapona на музыку Федерико Морено Торроба
- 1936 La tabernera del puerto на музыку Пабло Сорозабаля
- 1939 La malquerida на музыку Конрадо дель Кампо
- 1943 Loza Lozana на музыку Джаквинто Гуэрреро
- 1944 Peñamariana на музыку Хесуса Гуриди